# Meeting de Paris 2023
 (décembre 2024).
La mise en forme du texte ne suit pas les recommandations de Wikipédia : il faut le « wikifier ».
Les points d'amélioration suivants sont les cas les plus fréquents :
- Les titres sont pré-formatés par le logiciel. Ils ne sont ni en capitales, ni en gras.
- Le texte ne doit pas être écrit en capitales (les noms de famille non plus), ni en gras, ni en italique, ni en « petit »…
- Le gras n'est utilisé que pour surligner le titre de l'article dans l'introduction, une seule fois.
- L'italique est rarement utilisé : mots en langue étrangère, titres d'œuvres, noms de bateaux, etc.
- Les citations ne sont pas en italique mais en corps de texte normal. Elles sont entourées par des guillemets français : « et ».
- Les listes à puces sont à éviter, des paragraphes rédigés étant largement préférés. Les tableaux sont à réserver à la présentation de données structurées (résultats, etc.).
- Les appels de note de bas de page (petits chiffres en exposant, introduits par l'outil «  Source ») sont à placer entre la fin de phrase et le point final[comme ça].
- Les liens internes (vers d'autres articles de Wikipédia) sont à choisir avec parcimonie. Créez des liens vers des articles approfondissant le sujet. Les termes génériques sans rapport avec le sujet sont à éviter, ainsi que les répétitions de liens vers un même terme.
- Les liens externes sont à placer uniquement dans une section « Liens externes », à la fin de l'article. Ces liens sont à choisir avec parcimonie suivant les règles définies. Si un lien sert de source à l'article, son insertion dans le texte est à faire par les notes de bas de page.
- La présentation des références doit suivre les conventions bibliographiques. Il est recommandé d'utiliser les modèles {{Ouvrage}}, {{Chapitre}}, {{Article}}, {{Lien web}} et/ou {{Bibliographie}}. Le mode d'édition visuel peut mettre en forme automatiquement les références.
- Insérer une infobox (cadre d'informations à droite) n'est pas obligatoire pour parachever la mise en page.

Pour une aide détaillée, merci de consulter Aide:Wikification.
Si vous pensez que ces points ont été résolus, vous pouvez retirer ce bandeau et améliorer la mise en forme d'un autre article.
 (décembre 2024).
 (décembre 2024).
Si vous disposez d'ouvrages ou d'articles de référence ou si vous connaissez des sites web de qualité traitant du thème abordé ici, merci de compléter l'article en donnant les références utiles à sa vérifiabilité et en les liant à la section « Notes et références ».
Navigation
Édition précédente Édition suivante
Le meeting de Paris 2023, vingt-huitième édition du nom et quatrième étape de la Ligue de Diamant 2023, qui regroupe 14 meetings[non neutre], se déroule le vendredi 9 juin 2023 au stade Charléty, à Paris.
Six épreuves masculines (100 m, 800 m, 110 m haies, 400 m haies, 3000m steeple, longueur) et neuf épreuves féminines (200 m, 400 m, 800 m, 5 000 m, hauteur, perche, poids, disque, javelot) sont au programme officiel. En plus des traditionnelles épreuves nationales d'avant-meeting, un peu couru 2 miles, hors Diamond League, est également monté pour Jakob Ingebrigtsen.
Le meeting est marqué par des performances inédites[non neutre]: les records du monde du 5 000 m femmes et du 3 000 m steeple hommes, qui tenait depuis 2004, sont battus par Faith Kipyegon en 14 min 05 s 20 et Lamecha Girma en 7 min 52 s 11, tandis que Jakob Ingebritsen fait descendre de plus de quatre secondes la meilleure performance mondiale de tous les temps sur le 2 miles (7 min 54 s 10 contre 7 min 58 s 61 pour Daniel Komen en 1997). Preuve de ces résultats exceptionnels, le meeting est, le soir du 9 juin, le numéro 1 mondial pour le nombre de points inscrits à la table hongroise.

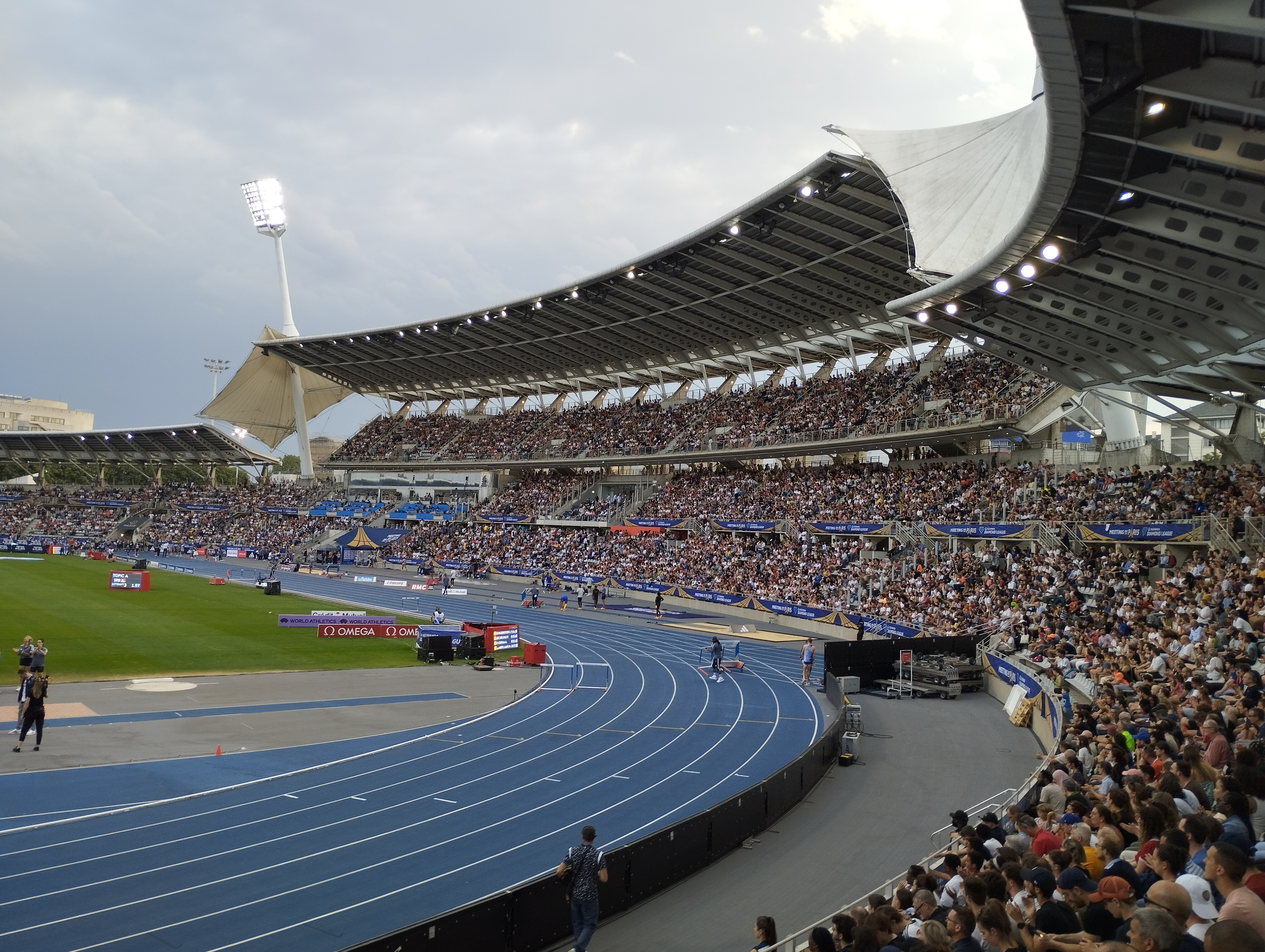

À un an des Jeux Olympiques d'été de Paris 2024, le meeting attire un public nombreux : pour la première fois depuis le retour de la Diamond League au stade Charléty en 2017, il se déroule à guichets fermés, avec 17 803 spectateurs présents, et compte également 268 journalistes accrédités, un record.

## Ligue de diamant
| Place | Athlète            | Country                | Time  | Points |
| ----- | ------------------ | ---------------------- | ----- | ------ |
| 1     | Noah Lyles         | Drapeau des États-Unis | 9.97  | 8      |
| 2     | Ferdinand Omanyala | Drapeau du Kenya       | 9.98  | 7      |
| 3     | Letsile Tebogo     | Drapeau du Botswana    | 10.05 | 6      |
| 4     | Yohan Blake        | Drapeau de la Jamaïque | 10.16 | 5      |
| 5     | Ronnie Baker       | Drapeau des États-Unis | 10.17 | 4      |
| 6     | Benjamin Azamati   | Drapeau du Ghana       | 10.20 | 3      |
| 7     | Marcell Jacobs     | Drapeau de l'Italie    | 10.21 | 2      |
| 8     | Mouhamadou Fall    | Drapeau de la France   | 10.22 | 1      |

| Place | Athlète           | Country               | Time         | Points |
| ----- | ----------------- | --------------------- | ------------ | ------ |
| 1     | Emmanuel Wanyonyi | Drapeau du Kenya      | 1:43.27 (WL) | 8      |
| 2     | Marco Arop        | Drapeau du Canada     | 1:43.30      | 7      |
| 3     | Slimane Moula     | Drapeau de l'Algérie  | 1:43.38      | 6      |
| 4     | Djamel Sedjati    | Drapeau de l'Algérie  | 1:43.40      | 5      |
| 5     | Benjamin Robert   | Drapeau de la France  | 1:43.48      | 4      |
| 6     | Wyclife Kinyamal  | Drapeau du Kenya      | 1:43.56      | 3      |
| 7     | Azeddine Habz     | Drapeau de la France  | 1:43.90      | 2      |
| 8     | Yanis Meziane     | Drapeau de la France  | 1:44.78      | 1      |
| 9     | Andreas Kramer    | Drapeau de la Suède   | 1:44.85      |        |
| 10    | Emmanuel Korir    | Drapeau du Kenya      | 1:47.71      |        |
|       | Patryk Sieradzki  | Drapeau de la Pologne | DNF          |        |

| Place | Athlète            | Country                | Time       | Points |
| ----- | ------------------ | ---------------------- | ---------- | ------ |
| 1     | Grant Holloway     | Drapeau des États-Unis | 12.98 (WL) | 8      |
| 2     | Just Kwaou-Mathey  | Drapeau de la France   | 13.09      | 7      |
| 3     | Jamal Britt        | Drapeau des États-Unis | 13.14      | 6      |
| 4     | Daniel Roberts     | Drapeau des États-Unis | 13.14      | 5      |
| 5     | Wilhem Belocian    | Drapeau de la France   | 13.20      | 4      |
| 6     | Freddie Crittenden | Drapeau des États-Unis | 13.26      | 3      |
| 7     | Jason Joseph       | Drapeau de la Suisse   | 13.29      | 2      |
| 8     | Eric Edwards Jr.   | Drapeau des États-Unis | 13.32      | 1      |

| Place | Athlète                 | Country                  | Time  | Heat |
| ----- | ----------------------- | ------------------------ | ----- | ---- |
| 1     | Grant Holloway          | Drapeau des États-Unis   | 13.20 | 2    |
| 2     | Jamal Britt             | Drapeau des États-Unis   | 13.21 | 2    |
| 3     | Just Kwaou-Mathey       | Drapeau de la France     | 13.25 | 2    |
| 4     | Daniel Roberts          | Drapeau des États-Unis   | 13.32 | 1    |
| 5     | Freddie Crittenden      | Drapeau des États-Unis   | 13.34 | 2    |
| 6     | Jason Joseph            | Drapeau de la Suisse     | 13.36 | 1    |
| 7     | Wilhem Belocian         | Drapeau de la France     | 13.37 | 1    |
| 8     | Eric Edwards Jr.        | Drapeau des États-Unis   | 13.39 | 1    |
| 9     | Roger Iribarne          | Drapeau de Cuba          | 13.44 | 1    |
| 10    | Pascal Martinot-Lagarde | Drapeau de la France     | 13.45 | 2    |
| 11    | Antonio Alkana          | Drapeau d'Afrique du Sud | 13.52 | 2    |
| 12    | Aurel Manga             | Drapeau de la France     | 13.55 | 2    |
| 13    | Rafael Pereira          | Drapeau du Brésil        | 13.57 | 2    |
| 14    | Raphaël Mohamed         | Drapeau de la France     | 13.65 | 1    |
| 15    | Dimitri Bascou          | Drapeau de la France     | 13.66 | 1    |
|       | Devon Allen             | Drapeau des États-Unis   | DNF   | 1    |

| Place | Athlète           | Country                               | Time  | Points |
| ----- | ----------------- | ------------------------------------- | ----- | ------ |
| 1     | CJ Allen          | Drapeau des États-Unis                | 47.92 | 8      |
| 2     | Wilfried Happio   | Drapeau de la France                  | 48.26 | 7      |
| 3     | Trevor Bassitt    | Drapeau des États-Unis                | 48.28 | 6      |
| 4     | Ludvy Vaillant    | Drapeau de la France                  | 48.60 | 5      |
| 5     | Kyron McMaster    | Drapeau des Îles Vierges britanniques | 48.65 | 4      |
| 6     | Khallifah Rosser  | Drapeau des États-Unis                | 48.96 | 3      |
|       | Abderrahman Samba | Drapeau du Qatar                      | DNF   |        |

| Place | Athlète               | Country                | Time         | Points |
| ----- | --------------------- | ---------------------- | ------------ | ------ |
| 1     | Lamecha Girma         | Drapeau de l'Éthiopie  | 7:52.11 (WR) | 8      |
| 2     | Ryuji Miura           | Drapeau du Japon       | 8:09.91      | 7      |
| 3     | Daniel Arce           | Drapeau de l'Espagne   | 8:10.63      | 6      |
| 4     | Abrham Sime           | Drapeau de l'Éthiopie  | 8:10.73      | 5      |
| 5     | Mohamed Amin Jhinaoui | Drapeau de la Tunisie  | 8:12.19      | 4      |
| 6     | Benjamin Kigen        | Drapeau du Kenya       | 8:13.49      | 3      |
| 7     | Víctor Ruiz           | Drapeau de l'Espagne   | 8:13.89      | 2      |
| 8     | Abraham Kibiwot       | Drapeau du Kenya       | 8:16.13      | 1      |
| 9     | Anthony Rotich        | Drapeau des États-Unis | 8:16.27      |        |
| 10    | Amos Serem            | Drapeau du Kenya       | 8:16.94      |        |
| 11    | Fernando Carro        | Drapeau de l'Espagne   | 8:17.06      |        |
| 12    | Djilali Bedrani       | Drapeau de la France   | 8:21.70      |        |
| 13    | Topi Raitanen         | Drapeau de la Finlande | 8:22.00      |        |
| 14    | Hailemariyam Amare    | Drapeau de l'Éthiopie  | 8:25.25      |        |
| 15    | Tegenu Mengistu       | Drapeau de l'Éthiopie  | 8:30.23      |        |
| 16    | Osama Zoghlami        | Drapeau de l'Italie    | 8:31.88      |        |
|       | El Mehdi Aboujanah    | Drapeau de l'Espagne   | DNF          |        |
|       | Lawrence Kemboi       | Drapeau du Kenya       | DNF          |        |

| Place | Athlète              | Country                | Mark   | Points |
| ----- | -------------------- | ---------------------- | ------ | ------ |
| 1     | Miltiadis Tentoglou  | Drapeau de la Grèce    | 8,13 m | 8      |
| 2     | Simon Ehammer        | Drapeau de la Suisse   | 8,11 m | 7      |
| 3     | Murali Sreeshankar   | Drapeau de l'Inde      | 8,09 m | 6      |
| 4     | Jules Pommery        | Drapeau de la France   | 7,90 m | 5      |
| 5     | William Williams     | Drapeau des États-Unis | 7,87 m | 4      |
| 6     | Maykel Massó         | Drapeau de Cuba        | 7,83 m | 3      |
| 7     | Thobias Montler      | Drapeau de la Suède    | 7,82 m | 2      |
| 8     | Emiliano Lasa        | Drapeau de l'Uruguay   | 7,71 m | 1      |
| 9     | Erwan Konaté         | Drapeau de la France   | 7,63 m |        |
| 10    | Jean-Pierre Bertrand | Drapeau de la France   | 7,31 m |        |

| Place | Athlète            | Country                     | Time  | Points |
| ----- | ------------------ | --------------------------- | ----- | ------ |
| 1     | Gabrielle Thomas   | Drapeau des États-Unis      | 22.05 | 8      |
| 2     | Abby Steiner       | Drapeau des États-Unis      | 22.34 | 7      |
| 3     | Marie-Josée Ta Lou | Drapeau de la Côte d'Ivoire | 22.34 | 6      |
| 4     | Dina Asher-Smith   | Drapeau du Royaume-Uni      | 22.57 | 5      |
| 5     | Kayla White        | Drapeau des États-Unis      | 22.67 | 4      |
| 6     | Jenna Prandini     | Drapeau des États-Unis      | 22.76 | 3      |
| 7     | Tamara Clark       | Drapeau des États-Unis      | 22.86 | 2      |
| 8     | Gémima Joseph      | Drapeau de la France        | 23.34 | 1      |

| Place | Athlète                   | Country                              | Time  | Points |
| ----- | ------------------------- | ------------------------------------ | ----- | ------ |
| 1     | Marileidy Paulino         | Drapeau de la République dominicaine | 49.12 | 8      |
| 2     | Sydney McLaughlin-Levrone | Drapeau des États-Unis               | 49.71 | 7      |
| 3     | Salwa Eid Naser           | Drapeau du Brunei                    | 49.95 | 6      |
| 4     | Natalia Kaczmarek         | Drapeau de la Pologne                | 50.10 | 5      |
| 5     | Lieke Klaver              | Drapeau des Pays-Bas                 | 50.32 | 4      |
| 6     | Candice McLeod            | Drapeau de la Jamaïque               | 50.80 | 3      |
| 7     | Anna Hall                 | Drapeau des États-Unis               | 50.82 | 2      |
| 8     | Ama Pipi                  | Drapeau du Royaume-Uni               | 51.76 | 1      |

| Place | Athlète                | Country                 | Time         | Points |
| ----- | ---------------------- | ----------------------- | ------------ | ------ |
| 1     | Keely Hodgkinson       | Drapeau du Royaume-Uni  | 1:55.77 (WL) | 8      |
| 2     | Ajeé Wilson            | Drapeau des États-Unis  | 1:58.16      | 7      |
| 3     | Natoya Goule           | Drapeau de la Jamaïque  | 1:58.23      | 6      |
| 4     | Catriona Bisset        | Drapeau de l'Australie  | 1:58.55      | 5      |
| 5     | Noélie Yarigo          | Drapeau du Bénin        | 1:58.65      | 4      |
| 6     | Halimah Nakaayi        | Drapeau de l'Ouganda    | 1:58.81      | 3      |
| 7     | Sage Hurta             | Drapeau des États-Unis  | 1:59.01      | 2      |
| 8     | Léna Kandissounon      | Drapeau de la France    | 1:59.65      | 1      |
| 9     | Gabriela Gajanová      | Drapeau de la Slovaquie | 1:59.86      |        |
| 10    | Raevyn Rogers          | Drapeau des États-Unis  | 2:00.00      |        |
| 11    | Agnès Raharolahy       | Drapeau de la France    | 2:00.14      |        |
|       | Patrycja Wyciszkiewicz | Drapeau de la Pologne   | DNF          |        |

| Place | Athlète                | Country                | Time          | Points |
| ----- | ---------------------- | ---------------------- | ------------- | ------ |
| 1     | Faith Kipyegon         | Drapeau du Kenya       | 14:05.20 (WR) | 8      |
| 2     | Letesenbet Gidey       | Drapeau de l'Éthiopie  | 14:07.94      | 7      |
| 3     | Ejgayehu Taye          | Drapeau de l'Éthiopie  | 14:13.31      | 6      |
| 4     | Lilian Kasait Rengeruk | Drapeau du Kenya       | 14:23.05      | 5      |
| 5     | Freweyni Hailu         | Drapeau de l'Éthiopie  | 14:23.45      | 4      |
| 6     | Margaret Kipkemboi     | Drapeau du Kenya       | 14:23.67      | 3      |
| 7     | Lemlem Hailu           | Drapeau de l'Éthiopie  | 14:34.53      | 2      |
| 8     | Alicia Monson          | Drapeau des États-Unis | 14:34.88      | 1      |
| 9     | Agnes Jebet Ngetich    | Drapeau du Kenya       | 14:36.70      |        |
| 10    | Grace Nawowuna         | Drapeau du Kenya       | 14:42.63      |        |
| 11    | Laura Muir             | Drapeau du Royaume-Uni | 14:48.14      |        |
| 12    | Elly Henes             | Drapeau des États-Unis | 15:04.54      |        |
| 13    | Whittni Morgan         | Drapeau des États-Unis | 15:20.59      |        |
|       | Sarah Lahti            | Drapeau de la Suède    | DNF           |        |
|       | Beatrice Chepkoech     | Drapeau du Kenya       | DNF           |        |
|       | Diribe Welteji         | Drapeau de l'Éthiopie  | DNF           |        |
|       | Tigist Ketema          | Drapeau de l'Éthiopie  | DNF           |        |
|       | Hanna Klein            | Drapeau de l'Allemagne | DNF           |        |

| Place | Athlète               | Country                | Mark   | Points |
| ----- | --------------------- | ---------------------- | ------ | ------ |
| 1     | Nicola Olyslagers     | Drapeau de l'Australie | 2,00 m | 8      |
| 2     | Vashti Cunningham     | Drapeau des États-Unis | 1,97 m | 7      |
| 3     | Angelina Topić        | Drapeau de la Serbie   | 1,97 m | 6      |
| 4     | Iryna Gerashchenko    | Drapeau de l'Ukraine   | 1,94 m | 5      |
| 5     | Morgan Lake           | Drapeau du Royaume-Uni | 1,94 m | 4      |
| 6     | Yuliya Levchenko      | Drapeau de l'Ukraine   | 1,91 m | 3      |
| 7     | Nawal Meniker         | Drapeau de la France   | 1,91 m | 2      |
| 8     | Anna Hall             | Drapeau des États-Unis | 1,91 m | 1      |
| 9     | Nadezhda Dubovitskaya | Drapeau du Kazakhstan  | 1,87 m |        |
| 10    | Elena Vallortigara    | Drapeau de l'Italie    | 1,79 m |        |
| 11    | Solène Gicquel        | Drapeau de la France   | 1,79 m |        |

| Place | Athlète            | Country                | Mark   | Points |
| ----- | ------------------ | ---------------------- | ------ | ------ |
| 1     | Nina Kennedy       | Drapeau de l'Australie | 4,77 m | 8      |
| 2     | Margot Chevrier    | Drapeau de la France   | 4,71 m | 7      |
| 3     | Katie Moon         | Drapeau des États-Unis | 4,71 m | 6      |
| 4     | Wilma Murto        | Drapeau de la Finlande | 4,61 m | 5      |
| 5     | Sandi Morris       | Drapeau des États-Unis | 4,61 m | 4      |
| 6     | Emily Grove        | Drapeau des États-Unis | 4,61 m | 3      |
| 7     | Alysha Newman      | Drapeau du Canada      | 4,46 m | 2      |
| 8     | Tina Šutej         | Drapeau de la Slovénie | 4,46 m | 1      |
| 9     | Katerina Stefanidi | Drapeau de la Grèce    | 4,46 m |        |
| 10    | Roberta Bruni      | Drapeau de l'Italie    | 4,46 m |        |
| 11    | Marie-Julie Bonnin | Drapeau de la France   | 4,31 m |        |
|       | Ninon Chapelle     | Drapeau de la France   | NM     |        |

| Place | Athlète             | Country                                     | Mark    | Points |
| ----- | ------------------- | ------------------------------------------- | ------- | ------ |
| 1     | Auriol Dongmo       | Drapeau du Portugal                         | 19,72 m | 8      |
| 2     | Chase Ealey         | Drapeau des États-Unis                      | 19,43 m | 7      |
| 3     | Maggie Ewen         | Drapeau des États-Unis                      | 19,26 m | 6      |
| 4     | Danniel Thomas-Dodd | Drapeau de la Jamaïque                      | 19,25 m | 5      |
| 5     | Sara Gambetta       | Drapeau de l'Allemagne                      | 19,08 m | 4      |
| 6     | Song Jiayuan        | Drapeau de la République populaire de Chine | 19,06 m | 3      |
| 7     | Jessica Woodard     | Drapeau des États-Unis                      | 18,73 m | 2      |
| 8     | Fanny Roos          | Drapeau de la Suède                         | 18,44 m | 1      |
| 9     | Sarah Mitton        | Drapeau du Canada                           | 18,36 m |        |
| 10    | Jessica Schilder    | Drapeau des Pays-Bas                        | 17,95 m |        |
| 11    | Adelaide Aquilla    | Drapeau des États-Unis                      | 16,96 m |        |

| Place | Athlète              | Country                | Mark    | Points |
| ----- | -------------------- | ---------------------- | ------- | ------ |
| 1     | Valarie Allman       | Drapeau des États-Unis | 69,04 m | 8      |
| 2     | Sandra Perković      | Drapeau de la Croatie  | 65,18 m | 7      |
| 3     | Kristin Pudenz       | Drapeau de l'Allemagne | 62,87 m | 6      |
| 4     | Laulauga Tausaga     | Drapeau des États-Unis | 62,62 m | 5      |
| 5     | Mélina Robert-Michon | Drapeau de la France   | 61,91 m | 4      |
| 6     | Claudine Vita        | Drapeau de l'Allemagne | 61,78 m | 3      |
| 7     | Daisy Osakue         | Drapeau de l'Italie    | 59,14 m | 2      |
| 8     | Amanda Ngandu-Ntumba | Drapeau de la France   | 56,95 m | 1      |
|       | Liliana Cá           | Drapeau du Portugal    | NM      |        |

| Place | Athlète           | Country                                     | Mark    | Points |
| ----- | ----------------- | ------------------------------------------- | ------- | ------ |
| 1     | Haruka Kitaguchi  | Drapeau du Japon                            | 65,09 m | 8      |
| 2     | Kelsey-Lee Barber | Drapeau de l'Australie                      | 62,54 m | 7      |
| 3     | Yulenmis Aguilar  | Drapeau de Cuba                             | 60,61 m | 6      |
| 4     | Liveta Jasiūnaitė | Drapeau de la Lituanie                      | 60,28 m | 5      |
| 5     | Christin Hussong  | Drapeau de l'Allemagne                      | 59,14 m | 4      |
| 6     | Liu Shiying       | Drapeau de la République populaire de Chine | 58,61 m | 3      |
| 7     | Mackenzie Little  | Drapeau de l'Australie                      | 58,54 m | 2      |
| 8     | Maggie Malone     | Drapeau des États-Unis                      | 57,67 m | 1      |
| 9     | Ariana Ince       | Drapeau des États-Unis                      | 56,12 m |        |
| 10    | Elina Tzengko     | Drapeau de la Grèce                         | 55,02 m |        |
| 11    | Sigrid Borge      | Drapeau de la Norvège                       | 52,49 m |        |

## Évènements promotionnels
| Place | Athlète          | Country    | Mark    |
| ----- | ---------------- | ---------- | ------- |
| 1     | Ethan Katzberg   | Canada     | 77,93 m |
| 2     | Rudy Winkler     | États-Unis | 77,63 m |
| 3     | Bence Halász     | Hongrie    | 76,21 m |
| 4     | Yann Chaussinand | France     | 74,32 m |
| 5     | Mostafa El Gamel | Égypte     | 73,51 m |

| Place              | Athlète                                                               | Country     | Time  |
| ------------------ | --------------------------------------------------------------------- | ----------- | ----- |
| Médaille d'or      | Méba-Mickaël Zeze Jeff Erius Ryan Zézé Jimmy Vicaut                   | France      | 38.22 |
| Médaille d'argent  | Tommy Ramdhan Oliver Bromby Richard Kilty Joe Ferguson                | Royaume-Uni | 38.90 |
| Médaille de bronze | Robin Ganter Julian Wagner (de) Joshua Hartmann Marvin Schulte (es)   | Allemagne   | 39.00 |
| 4                  | Malachi Murray Duan Asemota Bolade Ajomale Eliezer Adjibi             | Canada      | 39.06 |
| 5                  | Antoine Thoraval Sean Bermude Mohammed Badru Edmilson Varela          | France      | 39.51 |
|                    | Rendel Vermeulen Ward Merckx (de) Antoine Snyders Valentijn Hoornaert | Belgique    | DNF   |
|                    | Lorenzo Patta Marco Ricci (it) Fausto Desalu Filippo Tortu            | Italie      | DQ    |

| Place              | Athlète             | Country    | Mark    |
| ------------------ | ------------------- | ---------- | ------- |
| Médaille d'or      | Brooke Andersen     | États-Unis | 77,13 m |
| Médaille d'argent  | Janee Kassanavoid   | États-Unis | 74,74 m |
| Médaille de bronze | Sara Fantini        | Italie     | 71,21 m |
| 4                  | Rose Loga           | France     | 70,04 m |
| 5                  | Alexandra Tavernier | France     | 67,16 m |

| Place             | Athlète                                                              | Country | Time  |
| ----------------- | -------------------------------------------------------------------- | ------- | ----- |
| Médaille d'or     | Carmen Marco (es) Paula García García (es) Paula Sevilla Jaël Bestué | Espagne | 42.99 |
| Médaille d'argent | Hillary Gode (es) Chloé Galet Hélène Parisot Eva Berger              | France  | 43.50 |
|                   | Sade McCreath Khamica Bingham Crystal Emmanuel Natassha McDonald     | Canada  | DQ    |
|                   | Carolle Zahi Marie-Ange Rimlinger (es) Gémima Joseph Mallory Leconte | France  | DQ    |

## National Events
| Place              | Athlète                | Country     | Time  | Heat |
| ------------------ | ---------------------- | ----------- | ----- | ---- |
| Médaille d'or      | Jimmy Vicaut           | France      | 10.06 | 2    |
| Médaille d'argent  | Joshua Hartmann        | Allemagne   | 10.14 | 1    |
| Médaille de bronze | Pablo Matéo            | France      | 10.16 | 2    |
| 4                  | Kobe Vleminckx         | Belgique    | 10.23 | 2    |
| 5                  | Jeff Erius             | France      | 10.29 | 2    |
| 6                  | Andrew Morgan-Harrison | Royaume-Uni | 10.34 | 2    |
| 7                  | Matteo Melluzzo        | Italie      | 10.36 | 1    |
| 8                  | Milo Skupin-Alfa       | Allemagne   | 10.37 | 2    |
| 9                  | Joe Ferguson           | Royaume-Uni | 10.40 | 1    |
| 10                 | Ward Merckx (de)       | Belgique    | 10.58 | 1    |

| Place              | Athlète                     | Country | Time    |
| ------------------ | --------------------------- | ------- | ------- |
| Médaille d'or      | Gregoire Pennuen            | France  | 2:25.93 |
| Médaille d'argent  | Aurelien Vaudois            | France  | 2:26.14 |
| Médaille de bronze | Florian Creance             | France  | 2:26.18 |
| 4                  | Jeremy Guespin              | France  | 2:26.40 |
| 5                  | Maxence Ducoulombier-Herpin | France  | 2:26.77 |
| 6                  | Yassine el Garaa            | Maroc   | 2:27.25 |
| 7                  | Barnabe Gabillet            | France  | 2:27.38 |
| 8                  | Michael Simon               | France  | 2:27.49 |
| 9                  | Mael Lamotte                | France  | 2:27.53 |
| 10                 | Vivien Majorel              | France  | 2:28.93 |
| 11                 | Fabio Fornarelli            | France  | 2:28.95 |
| 12                 | Nelson Dakouri              | France  | 2:30.60 |
| 13                 | Vincent Moreau              | France  | 2:30.89 |

| Place              | Athlète                   | Country | Time  |
| ------------------ | ------------------------- | ------- | ----- |
| Médaille d'or      | Carolle Zahi              | France  | 11.40 |
| Médaille d'argent  | Lucía Carrillo (de)       | Espagne | 11.51 |
| Médaille de bronze | Marie-Ange Rimlinger (es) | France  | 11.52 |
| 4                  | Hillary Gode (es)         | France  | 11.53 |
| 5                  | Maroussia Paré            | France  | 11.60 |
| 6                  | Eva Berger                | France  | 11.62 |
| 7                  | Éloïse de la Taille (es)  | France  | 11.64 |

| Place              | Athlète                | Country | Time    |
| ------------------ | ---------------------- | ------- | ------- |
| Médaille d'or      | Philippine de La Bigne | France  | 2:51.05 |
| Médaille d'argent  | Rose Perotin           | France  | 2:52.07 |
| Médaille de bronze | Ambre Grasset          | France  | 2:52.18 |
| 4                  | Caroline Prioton       | France  | 2:54.80 |
| 5                  | Marielle Bertin        | France  | 2:56.25 |
| 6                  | Heloise Roquier        | France  | 2:57.26 |
| 7                  | Azais Perronin         | France  | 2:58.89 |
| 8                  | Alix Vermeulen         | France  | 2:58.99 |
| 9                  | Maelle Vernhes         | France  | 3:00.10 |
| 10                 | Margaux Caquelard      | France  | 3:00.49 |
| 11                 | Isis Bouchet           | France  | 3:01.78 |
| 12                 | Lou Maquaire           | France  | 3:03.97 |

## Additional Events
| Place | Athlète            | Country                | Time    |
| ----- | ------------------ | ---------------------- | ------- |
| 1     | Jakob Ingebrigtsen | Drapeau de la Norvège  | 7:54.10 |
| 2     | Ishmael Kipkurui   | Drapeau du Kenya       | 8:09.23 |
| 3     | Kuma Girma         | Drapeau de l'Éthiopie  | 8:10.34 |
| 4     | Justin Kipkoech    | Drapeau du Kenya       | 8:13.15 |
| 5     | Paul Chelimo       | Drapeau des États-Unis | 8:15.69 |
| 6     | Adisu Girma        | Drapeau de l'Éthiopie  | 8:21.43 |
| 7     | Mohamed Abdilaahi  | Drapeau de l'Allemagne | 8:27.88 |
| 8     | Etienne Daguinos   | Drapeau de la France   | 8:31.29 |
| 9     | Ali Abdilmana (de) | Drapeau de l'Éthiopie  | 8:40.65 |
| 10    | Evans Kipchumba    | Drapeau du Kenya       | 8:55.70 |
|       | Benoît Campion     | Drapeau de la France   | DNF     |
|       | Stewart McSweyn    | Drapeau de l'Australie | DNF     |
|       | Kyumbe Munguti     | Drapeau du Kenya       | DNF     |